# Powell County (Montana)
Powell County is een county in de Amerikaanse staat Montana.
De county heeft een landoppervlakte van 6.024 km² en telt 7.180 inwoners (volkstelling 2000). De hoofdplaats is Deer Lodge.

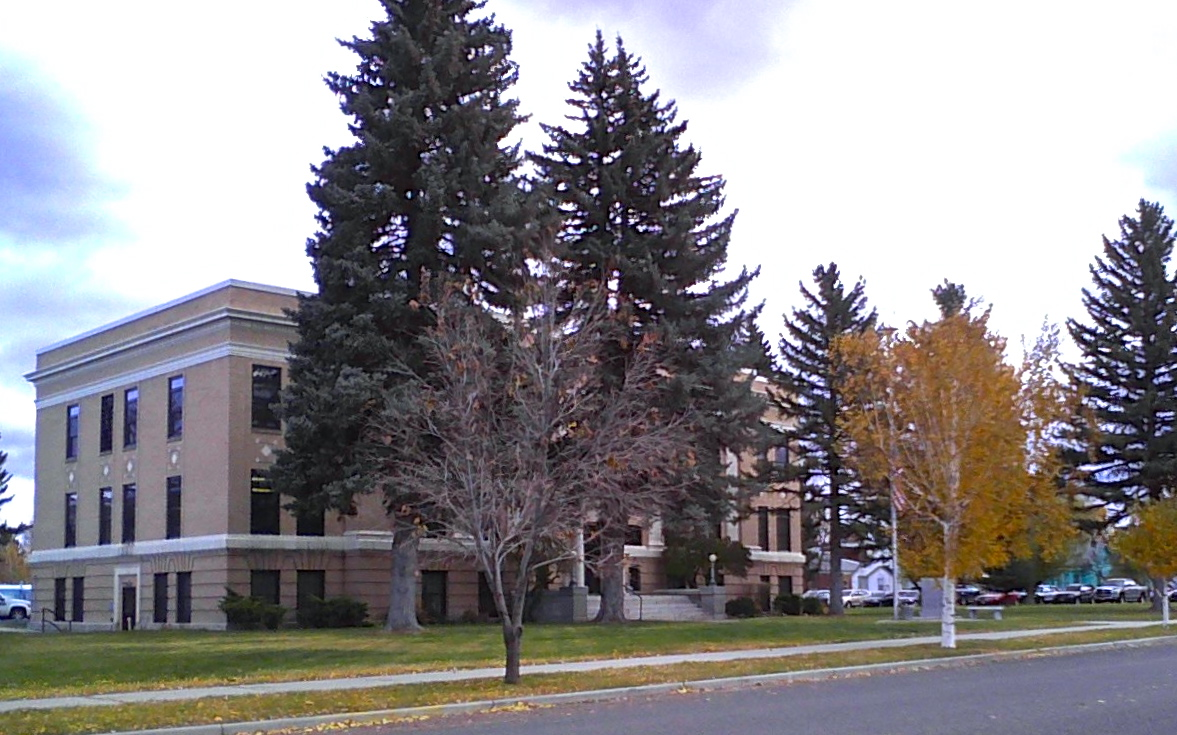
Powell County Courthouse